# Je m'appelle François
 (avril 2024).
La mise en forme du texte ne suit pas les recommandations de Wikipédia : il faut le « wikifier ».
Les points d'amélioration suivants sont les cas les plus fréquents :
- Les titres sont pré-formatés par le logiciel. Ils ne sont ni en capitales, ni en gras.
- Le texte ne doit pas être écrit en capitales (les noms de famille non plus), ni en gras, ni en italique, ni en « petit »…
- Le gras n'est utilisé que pour surligner le titre de l'article dans l'introduction, une seule fois.
- L'italique est rarement utilisé : mots en langue étrangère, titres d'œuvres, noms de bateaux, etc.
- Les citations ne sont pas en italique mais en corps de texte normal. Elles sont entourées par des guillemets français : « et ».
- Les listes à puces sont à éviter, des paragraphes rédigés étant largement préférés. Les tableaux sont à réserver à la présentation de données structurées (résultats, etc.).
- Les appels de note de bas de page (petits chiffres en exposant, introduits par l'outil «  Source ») sont à placer entre la fin de phrase et le point final[comme ça].
- Les liens internes (vers d'autres articles de Wikipédia) sont à choisir avec parcimonie. Créez des liens vers des articles approfondissant le sujet. Les termes génériques sans rapport avec le sujet sont à éviter, ainsi que les répétitions de liens vers un même terme.
- Les liens externes sont à placer uniquement dans une section « Liens externes », à la fin de l'article. Ces liens sont à choisir avec parcimonie suivant les règles définies. Si un lien sert de source à l'article, son insertion dans le texte est à faire par les notes de bas de page.
- La présentation des références doit suivre les conventions bibliographiques. Il est recommandé d'utiliser les modèles {{Ouvrage}}, {{Chapitre}}, {{Article}}, {{Lien web}} et/ou {{Bibliographie}}. Le mode d'édition visuel peut mettre en forme automatiquement les références.
- Insérer une infobox (cadre d'informations à droite) n'est pas obligatoire pour parachever la mise en page.

Pour une aide détaillée, merci de consulter Aide:Wikification.
Si vous pensez que ces points ont été résolus, vous pouvez retirer ce bandeau et améliorer la mise en forme d'un autre article.
Je m'appelle François, est le quatrième roman de Charles Dantzig, publié en 2007 aux éditions Grasset.

## Résumé
François Darré grandit dans la banlieue de Tarbes : son père bat sa mère, elle se prostitue et boit, sa maison n’est pas achevée, et les hautes familles le rejettent. Son seul don : sa volubilité, sa gouaille, la conviction qu’il met dans les histoires toutes plus invraisemblables les unes que les autres qu’il sert à son public, toujours captivé.
Il décide de partir à Paris. Son existence est d’abord dissolue, mais il arrive à gagner toujours plus d’admirateurs, un serveur de café, une jeune Argentine, une étudiante à Dauphine fille de grande famille. À cause de certaines de ses relations et d’une enquête policière qui pourrait l’acculer, il doit fuir la capitale et la France. Mais son talent transcende les frontières, et il trouve l’opulence aux États-Unis, se fait passer pour un François Depardieu, rencontre Mel Gibson.
Il emprunte de l’argent qu’il ne remboursera jamais, se prête des noms qu’il abandonne en un instant : François d'Array, descendant d'un cadet de Gascogne, François Audiard, François Dumas, François Anderson, François Depardieu, François Barenboïm, François Rothschild. Après avoir été démasqué, François est arrêté. Ce qui aurait pu entraîner sa déchéance est une consécration : il est l’homme qui a volé trois milliards, l’imposteur qui a séduit les plus grands et qui, après cinq ans de prison, peut faire de ses méfaits un nouvel outil de séduction.

## Réception critique
Emprunter des visages et réussir dans le monde, la presse peut y voir un « livre de moraliste, l'histoire d'un homme insubmersible, tellement de son temps, tellement capable d'en décrypter les codes, qui utilise ce talent pour chercher, ivre d'un amour refoulé, les seuls qu'il n'a jamais su séduire, ses parents » ou bien un « « un roman habile sur la honte. Habile, profond et efficace car Charles Dantzig, à l'instar de son héros, va vite avec les situations. »
Charles Dantzig s’est fait connaître pour son érudition, mais il étend encore dans cet ouvrage son domaine de compétence : « À l'évidence l'auteur du Dictionnaire égoïste de la littérature française n'est pas qu'un « lion » de bibliothèque et sa culture va bien au-delà de Remy de Gourmont et de Paul-Jean Toulet : il connaît le répertoire des groupes new wave, l'histoire du rap, et parle un anglais parfait dont il parsème ses dialogues avec naturel. »
C’est en particulier la fraîcheur du style de Charles Dantzig qui est louée : « il y a un bonheur réel à suivre l'écriture bondissante de Dantzig, dont la langue saute de formules éblouissantes à des images convenues, s'emballe, s'inverse, rit, jongle et mord. Le livre est le tableau de l'ambition d'aujourd'hui, une sorte de charge fascinée contre la société « people ». » « Les formules sont neuves, les métaphores, craquantes, et l'écriture ne fait pas un pli, comme ces billets de banque que le sympathique voyou lisse au fer à repasser, des jours durant, pour qu'ils entrent dans la valise. Le lecteur branché sera content d'être promené entre Lipp et Castel, tandis que le non-branché, étourdi par le bruit des soucoupes et le brouhaha des affaires, sera heureux de se voir offrir un rattrapage valant au minimum un abonnement groupé de cinq ans à «Gala», «Voici» et «Vanity Fair». »
« Tout le talent de Charles Dantzig est de raconter, au-delà d'une errance, le vide de notre monde, son goût pour l'apparence, nos masques de Venise moderne. Et l'infini désespoir qui vient avec. »